# Astragalus karateginii
Astragalus karateginii är en ärtväxtart som beskrevs av Nikolai Fedorovich Gontscharow. Astragalus karateginii ingår i släktet vedlar, och familjen ärtväxter. Inga underarter finns listade i Catalogue of Life.